# Makasar (Dżakarta Wschodnia)
Makasar – dzielnica Dżakarty Wschodniej. Zlokalizowany jest w niej międzynarodowy port lotniczy Dżakarta-Halim Perdanakusuma (indonez. Bandara Halim Perdanakusuma). 

## Podział
W skład dzielnicy wchodzi pięć gmin (kelurahan):
- Pinang Ranti – kod pocztowy 13560
- Makasar – kod pocztowy 13570
- Halim Perdanakusuma – kod pocztowy 13610
- Cipinang Melayu – kod pocztowy 13620
- Kebon Pala – kod pocztowy 13650